# Valdeolivas
Valdeolivas es un municipio y localidad española de la provincia de Cuenca, en la comunidad autónoma de Castilla-La Mancha. El término municipal, ubicado en la comarca de La Alcarria, tiene una población de 202 habitantes (INE 2024).

## Historia
A mediados del siglo XIX, la villa tenía contabilizada una población de 1319 habitantes. Aparece descrita en el decimoquinto volumen del Diccionario geográfico-estadístico-histórico de España y sus posesiones de Ultramar de Pascual Madoz de la siguiente manera:

VALDEOLIVAS: v. con ayunt. en la prov. y dióc. de Cuenca (9 leg.), part. jud. de Priego (2), aud. terr. de Albacete (30) y c. g. de Castilla la Nueva (Madrid 20) sit. en terreno llano y dominado por el N. de un pequeño cerro; su clima es templado; los vientos mas frecuentes los de N. y NE., y las enfermedades mas comunes las pleuresias y pulmonias. Consta de 400 casas de pobre construccion, á escepcion de 5 ó 6 distribuidas en 8 calles algo estrechas y mal empedradas; hay escuela pública de primeras letras, concurrida por 60 niños de ambos sexos, y dotada con 1,800 rs. del fondo de propíos, y una particular para niñas, á la que asisten 40; para surtido del vecindario hay una fuente dentro de la pobl. y varias en el térm.; la igl. parr. bajo la advocacion de la Asuncion, cuyo curato es de entrada, está servido por un vicario ecónomo. El térm. confina por N. con el de Salmerón; E. Arandilla; S. Villar del Ladrón, y O. Salmeroncillos. Su terreno, formado por pequeños valles, es bastante productivo, plantado una gran parte de viñas y olivas; le baña un pequeño arroyo, con cuyas aguas se riegan algunos huertos; para el consumo de leña hay un monte poblado de robles, chaparros y otros arbustos. Los caminos son locales y en mal estado. La correspondencia se recibe en su estafeta por el conductor de la adm. de Guadalajara los jueves, sábados y martes por la noche, y sale los viernes, lunes y miércoles por la tarde. prod.: trigo, centeno, avena, cebada, alazor, mucho aceite y bastante vino, legumbres y hortalizas para el consumo; se cria ganado lanar, y caza de liebres, conejos y perdices. ind.: la agrícola, 3 molinos de aceite, y 4 telaros de lienzo del pais. El comercio está reducido á la estraccion del aceite sobrante y demás prod., y á la venta de algunos art. de primera necesidad. pobl.: 332 vec., 1,319 alm. cap. prod.: 2.460,360 rs. imp.: 123,018. El presupuesto municipal asciende á 13,000 rs., y se cubre con el prod. de propios, y el déficit por reparto vecinal.
(Madoz, 1849, p. 281)

## Demografía
Valdeolivas cuenta con una población de 202 habitantes (INE 2024).
| Gráfica de evolución demográfica de Valdeolivas entre 1842 y 2021                                                   |
| |
| Población de derecho según los censos de población del INE Población de hecho según los censos de población del INE |

| 1991 |  | 1996 |  | 2001 |  | 2004 |  | 2013 |  | 2015 |  | 2017 |  | 2018 |  | 2019 |
| ---- |  | ---- |  | ---- |  | ---- |  | ---- |  | ---- |  | ---- |  | ---- |  | ---- |
| 319  |  | 319  |  | 284  |  | 269  |  | 247  |  | 208  |  | 195  |  | 203  |  | 193  |

## Patrimonio artístico
Esta iglesia, dedicada a la Asunción, es de estilo románico. Su importancia no debe estar ajena a la cercanía del monasterio de Monsalud en la cercana pedanía de Córcoles (perteneciente a Sacedón). 
Se trataba originalmente de una iglesia del románico cisterciense de finales del siglo XII principios del siglo XIII de una sola nave y cabecera formada por nave abovedada con medio cañón apuntado reforzado por fajones. Tiene cabecera con presbiterio y ábside semicircular, con poderosa torre campanario a los pies. La sucesivas reformas seculares acabaron con la nave románica y su portada, quedando la cabecera y torre. La soberbia torre fue minuciosamente restaurada no hace demasiados años dada su gran valía arquitectónica y belleza. Tiene cuatro pisos. El primero liso y los otros tres separados por impostas y con dobles ventanales apuntados. Los de los dos pisos superiores tienen chambranas decoradas con puntas de diamante. 
El ábside exteriormente muestra una articulación a base de haces de tres columnas, más ancha la central y en los paños vanos moldurados por arquivoltas algo apuntadas. El interior del ábside conserva unas magníficas pinturas fechadas en el siglo XIV y de estilo transitivo entre el románico y el gótico. Representa a Dios en Majestad bendiciendo y rodeado de la mandorla mística. A su vez el tetramorfos rodea el conjunto y flanqueándolo por los apóstoles.